# 红榄李
红榄李（学名：Lumnitzera littorea）是使君子科榄李属的植物。分布在马来西亚、亚洲、大洋洲、波利尼西亚以及中国大陆的海南等地，目前尚未由人工引种栽培。被列为中国国家一级保护植物。